# Американски мед
„Американски мед“ (на английски: American Honey) е американско-британски филм от 2016 година, драма на режисьорката Андреа Арнолд по неин собствен сценарий.
В центъра на сюжета е момиче от дисфункционално семейство в Оклахома, което напуска дома си и се присъединява към група младежи, които обикалят Средния Запад, препитавайки се като амбулантни търговци на абонаменти за периодични издания. Главните роли се изпълняват от Саша Лейн, Шая Лабъф, Райли Киоу.
„Американски мед“ е номиниран за наградата на БАФТА за най-добър британски филм, както и за „Златна палма“ на Кинофестивала в Кан, където печели наградата на журито.